# Liland
Liland är en tätort i Evenes kommun i Nordland fylke i norra Norge. Orten ligger vid fylkesväg 7552, på norra sidan av Ofotfjorden.